# Beskid Wielki
Beskid Wielki (ukr. Бескид Великий, Beskyd Wełykyj) – szczyt górski w Bieszczadach Wschodnich położony na granicy ukraińskich obwodów lwowskiego i zakarpackiego.

## Geografia
Beskid Wielki znajduje się w krótkim, około siedmiokilometrowym grzbiecie zamkniętym na północnym zachodzie Przełęczą Użocką, a na południowym wschodzie doliną potoku Hnyła. Jest to pierwsze wyodrębniane wzniesienie Grzbietu Wierchowińskiego, licząc od Przełęczy Użockiej, od której dzieli go ok. 1600 m. Kolejne wierzchołki w kierunku południowo-wschodnim to Perejba (1018 m), Hrebenicz (1040 m) i Błyśce (1042 m). Sam Beskid Wielki wznosi się na wysokość 1012 m n.p.m. przy wybitności równej 51 m.
Północno-wschodnie zbocza góry odwadniają liczne cieki tworzące później potok Jaworów. Po stronie zakarpackiej, południowo-zachodniej, potoki spływające ze stoków Beskidu Wielkiego stanowią jedne z pierwszych dopływów Użu.

## Ochrona przyrody i turystyka
Południowo-zachodnie zbocza góry znajdują się w granicach Użańskiego Parku Narodowego.
Po tej samej stronie, ok 60–90 m poniżej szczytu prowadzi współcześnie znakowany na czerwono Zakarpacki Szlak Turystyczny. Przez Beskid Wielki (północno-wschodnim podnóżem góry) w latach 30. XX wieku Polskie Towarzystwo Tatrzańskie poprowadziło czerwony szlak wschodniobeskidzki, część Głównego Szlaku Karpackiego. W tym samym okresie przez sam wierzchołek przebiegał zielony szlak czechosłowacki.